# 兵庫県道436号大住寺東觜崎停車場線
兵庫県道436号大住寺東觜崎停車場線（ひょうごけんどう436ごう だいじゅうじひがしはしさきていしゃじょうせん）は、兵庫県たつの市を通る一般県道である。

## 概要
たつの市神岡町大住寺の兵庫県道724号姫路新宮線交点からJR西日本姫新線 東觜崎駅前に至る。

### 路線データ
- 起点：たつの市神岡町大住寺（兵庫県道724号姫路新宮線交点）
- 終点：たつの市神岡町大住寺（JR西日本姫新線 東觜崎駅前）
- 総延長：638 m

## 地理

### 通過する自治体
- たつの市

### 交差する道路
| 交差する道路            | 交差する場所 | 交差する場所 |
| ----------------------- | ------------ | ------------ |
| 兵庫県道724号姫路新宮線 | 神岡町大住寺 | 起点         |

### 沿線
- JR西日本姫新線 東觜崎駅